# Contes (Nord-Passo di Calais)
Contes è un comune francese di 323 abitanti situato nel dipartimento del Passo di Calais nella regione dell'Alta Francia.
Il territorio comunale è attraversato dal fiume Canche.

## Società

### Evoluzione demografica
Abitanti censiti